# Tribu Coushatta de Louisiana
La Tribu Coushatta de Louisiana és una de les tres tribus reconegudes federalment dels koasatis. Està situada a les parròquies d'Allen i Jefferson Davis, Louisiana. La tribu allotja un powwow anual durant el primer cap de setmana de cada agost.

## Reserva
La reserva índia Coushatta es troba a la parròquia d'Allen i té una superfície de 154 acres. Aproximadament 400 persones viuen a la reserva en la dècada del 1990.

## Llengua
El koasati forma part de la branca Apalachee-Alabama-Koasati de les llengües muskogi. Unes 200 persones parlaven la llengua en el 2000, dels quals la majoria viuen a Louisiana. La llengua s'escriu en alfabet llatí.

## Govern
La Tribu Coushatta de Louisiana té la seu a Elton (Louisiana). La tribu és governada per un consell tribal de cinc membres escollits democràticament. L'actual cap tribal és Kevin Sickey.

## Desenvolupament econòmic
La tribu té una granja d'arbres de Nadal, i eles empreses Coushatta Casino Resort, Koasati Pines a Coushatta, Coushatta Grand Hotel, Coushatta Grand Inn, Koasati Pines Lodge North & South, Red Shoes RV Resort, Big Sky Steakhouse, Gumbeaux's Oyster and Sports Bar, Seven Clans Buffet, Terrace Cafe, Cafe Grande, Corner Bar & Deli, PJ's Coffee of New Orleans, Bar 7, i Eagles Nest Bar & Grill, totes situades a Kinder (Louisiana).